# Jean-Louis Falquet
Pour les articles homonymes, voir Falquet.
 (décembre 2023).
La mise en forme du texte ne suit pas les recommandations de Wikipédia : il faut le « wikifier ».
Les points d'amélioration suivants sont les cas les plus fréquents :
- Les titres sont pré-formatés par le logiciel. Ils ne sont ni en capitales, ni en gras.
- Le texte ne doit pas être écrit en capitales (les noms de famille non plus), ni en gras, ni en italique, ni en « petit »…
- Le gras n'est utilisé que pour surligner le titre de l'article dans l'introduction, une seule fois.
- L'italique est rarement utilisé : mots en langue étrangère, titres d'œuvres, noms de bateaux, etc.
- Les citations ne sont pas en italique mais en corps de texte normal. Elles sont entourées par des guillemets français : « et ».
- Les listes à puces sont à éviter, des paragraphes rédigés étant largement préférés. Les tableaux sont à réserver à la présentation de données structurées (résultats, etc.).
- Les appels de note de bas de page (petits chiffres en exposant, introduits par l'outil «  Source ») sont à placer entre la fin de phrase et le point final[comme ça].
- Les liens internes (vers d'autres articles de Wikipédia) sont à choisir avec parcimonie. Créez des liens vers des articles approfondissant le sujet. Les termes génériques sans rapport avec le sujet sont à éviter, ainsi que les répétitions de liens vers un même terme.
- Les liens externes sont à placer uniquement dans une section « Liens externes », à la fin de l'article. Ces liens sont à choisir avec parcimonie suivant les règles définies. Si un lien sert de source à l'article, son insertion dans le texte est à faire par les notes de bas de page.
- La présentation des références doit suivre les conventions bibliographiques. Il est recommandé d'utiliser les modèles {{Ouvrage}}, {{Chapitre}}, {{Article}}, {{Lien web}} et/ou {{Bibliographie}}. Le mode d'édition visuel peut mettre en forme automatiquement les références.
- Insérer une infobox (cadre d'informations à droite) n'est pas obligatoire pour parachever la mise en page.

Pour une aide détaillée, merci de consulter Aide:Wikification.
Si vous pensez que ces points ont été résolus, vous pouvez retirer ce bandeau et améliorer la mise en forme d'un autre article.
 (décembre 2023).
Jean-Louis Falquet (né le 19 novembre 1786 à Genève où il est mort le 6 novembre 1842,) était un homme politique et banquier genevois.

## Vie

### Carrière commerciale

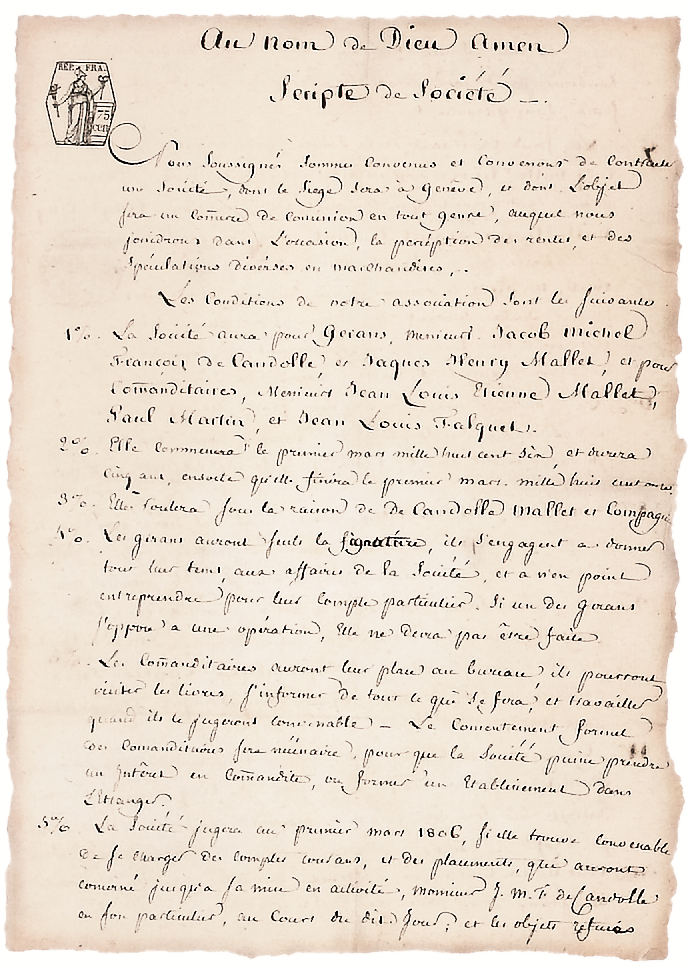
Charte de fondation de la banque De Candolle Mallet & Cie (1805)

Avec quatre autres associés, il fonda la banque De Candolle Mallet & Cie à Genève le 23 juillet 1805. Ce jour-là, la charte de fondation de la société de personnes a été signée. Aujourd'hui, la banque est connue sous le nom de Groupe Pictet.

### Carrière militaire
Falquet était officier dans l'armée française, ce qui a conduit à son « bannissement à vie par contumace » du Premier tribunal révolutionnaire Genevois à l'été 1794.

### Carrière politique

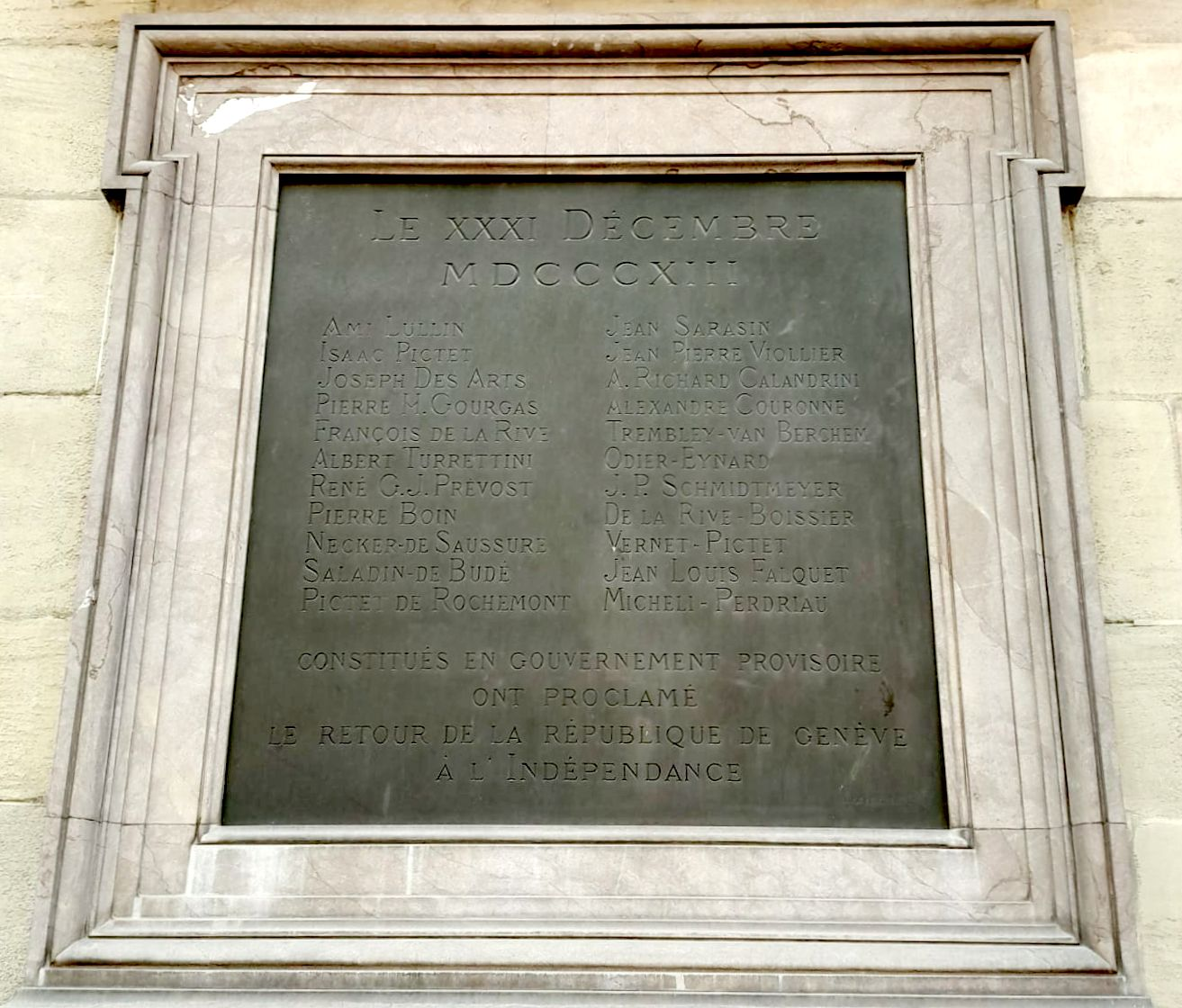
Inscription gravée en marbre à l'Hôtel de Ville de Genève, commémorant la Restauration de 1813, installée en 1892.

Falquet fut membre du gouvernement de Genève pendant et après la Restauration,,
- 1813 Membre du Conseil provisoire (un des 22) qui a restauré la République de Genève le 31 décembre 1813[8],[9]
- 1814 Secrétaire d'État[10]
- 1815 Membre du Conseil d'État et unique secrétaire d'État[11] et secrétaire d'État[12]
- 1816 Deuxième secrétaire d'État[13],[14].
Étant élu syndic en 1817[14], il ne put pas terminer son mandat de secrétaire d'État, auquel il avait été élu en 1815 pour neuf ans[15].
- 1817 Syndic de la garde (quatrième sur quatre syndics)[14],[16]
- 1818 Membre du Conseil d'État (Conseil de l’État) (deuxième Ancien Syndic sur 2+9 membres du faubourg (treille), total de 22)[17]
- 1819 Syndic (deuxième syndic du faubourg (treille) sur deux)[14],[18]
- 1820 Délégué à la Diète fédérale (premier sur trois, chef de délégation)[19],[20]
- 1820 Membre du Conseil d'État (Conseil de l’État) (deuxième Ancien Syndic sur 2+9 membres du faubourg (treille), total de 20)[21]
- 1821 Membre du Conseil d'État (Conseil de l’État) (quatrième sur 11 membres du faubourg (treille), total de 20)[22],[23]
- 1839 (deuxième semestre) 1 des 24 membres du Conseil représentatif à la Cour de recours[24]

## Monuments et médailles
- Le 31 décembre 1892, les noms des 22 membres du gouvernement provisoire du 31 décembre 1813 ont été gravés sur une plaque de marbre à la façade gauche (est) de l'Hôtel de Ville, en souvenir de la restauration de la République[8].
- Médaille du 80e anniversaire de la restauration de la République de Genève (1813), en souvenir d'Ami Lullin et du Comité de l'Indépendance, frappée en 1893[25].

## Famille
Les ancêtres paternels de Falquet étaient Jean Robert Falquet (1741–1819), membre du Petit Conseil, et son père était André Falquet, commerçant et homme politique.
- Du 27 juillet au 7 août 1888, une question de succession a été débattue à la "Court of Appeal in re Grove" , dans laquelle il était question de savoir si les cousins issus d'enfants d'abord illégitimes, mais légitimés par un mariage ultérieur, pouvaient prétendre à l'héritage en tant que "next of kin"[26]. Des documents concernant cette affaire se trouvent également à Genève[27].

## Littérature
- Olivier Perroux (2003) : Tradition, vocation et progrès. Les élites bourgeoises de Genève (1814-1914), Thèse de doctorat, Université de Genève. Page 253, note de bas de page 663. rero.ch (pdf)
- « Jean-Louis Falquet » dans le Dictionnaire historique de la Suisse en ligne.